# Black Fist
Pour plus de détails, voir Fiche technique et Distribution.
Black Fist est un film américain de Richard Kaye et Timothy Galfas, sorti en 1975.

## Fiche technique
- Titre : Black Fist
- Réalisation : Richard Kaye et Timothy Galfas
- Scénario : Tim Kelly
- Photographie : William Larrabure
- Pays d'origine : États-Unis
- Format : Couleurs - 1,85:1 - Mono
- Genre : action
- Date de sortie : 1975

## Distribution
- Richard Lawson : Leroy Fisk
- Annazette Chase : Florence
- Philip Michael Thomas : Fletch & Boom Boom
- Dabney Coleman : Heineken
- Robert Burr : Logan
- Nicholas Worth : Masters
- H.B. Haggerty : Moose
- Edward James Olmos : Junkie dans la baignoire (non crédité)